# Сандохадзе, Ника
Ни́ка Сандоха́дзе (груз. ნიკა სანდოხაძე; 20 февраля 1994, Тбилиси, Грузия) — грузинский футболист защитник клуба «Торпедо» (Кутаиси).

## Клубная карьера
Воспитанник тбилисского «Динамо», но за родной клуб на профессиональном уровне не провел ни одного матча. Карьеру профессионального игрока начал в кутаисском «Торпедо». Летом 2015 года стал игроком клуба «Самтредиа» в составе которого стал Чемпионом и обладателем Суперкубка Грузии. С января 2018 года игрок львовских «Карпат».
24 февраля 2018 года дебютировал за львовян в выездной ирге против одесского «Черноморца». Летом 2018 года перешёл на правах аренды в РФС.
9 августа 2019 года перешёл в родной клуб «Сабуртало» (Тбилиси).